# رینا فوجی
رینا فوجی (انگلیسی: Reina Fujie؛ زادهٔ ۱ فوریهٔ ۱۹۹۴) موسیقی‌دان اهل ژاپن است.